# Rossum (Guéldria)
Rossum (51° 48′ N, 5° 20′ L) é uma cidade dos Países Baixos, na província de Guéldria. Rossum (Guéldria) pertence ao município de Maasdriel, e está situada a 11 km a sudoeste de Tiel.
Em 2001, a cidade de Rossum tinha 1728 habitantes. A área urbana da cidade é de 0.49 km², e tem 699 residências.
A área de Rossum, que também inclui as partes periféricas da cidade, bem como a zona rural circundante, tem uma população estimada em 2120 habitantes.